# 张玉亭
张玉亭（1863年—1954年），名兆荣，字玉亭，以字行，男，天津人，中国泥塑艺术家，“泥人张”第二代传人。

## 家族
父亲张长林，儿子张景祜，孙子张锠。